# Bonan (volk)
De  Bonan, ook wel Bao'an, is  in de Chinese overheidsadministratie een van de tien etnische groepen moslims in China. Die tien groepen maken weer deel uit van het totaal van zesenvijftig  officiële etnische groepen van de Volksrepubliek China. Voorheen stonden ze bekend als de Bonan Hui en werden als Hui geregistreerd. Sinds 1952 zijn ze erkend als een aparte etnische minderheid. 
De Bonan wonen in het zuidwesten van de provincie Gansu en moeten daar in de twaalfde eeuw vanuit Centraal-Azië gearriveerd zijn. Tijdens de Yuan-dynastie werden ze ingezet voor taken op het gebied van grensbewaking. De oorspronkelijke migranten hebben zich daar vermengd met Hui, Mongolen maar vooral met  Tibetanen. De Bonan waren als gevolg daarvan ook boeddhisten. In de zeventiende en achttiende eeuw is het grootste deel van de Bonan overgegaan naar de islam. Het nog boeddhistische deel van de Bonan staat nu geregistreerd als Monguor. 
Hun taal is gerelateerd aan een archaïsche vorm van Mongools. Het grootste deel woont in de  Jishishan Bonan, Dongxiang en Salar Autonome Prefectuur met de stad Tongren als hoofdstad. Hun aantal is ongeveer 20.000 personen.
Achang · Akha · Bai · Baima · Blang (Bulong) · Bonan · Buyi · Dai · Daur · De'ang · Dong · Dongxiang · Drung · Evenken · Gaoshan (Taiwanese aboriginals) · Gelao · Gin (Vietnamezen) · Han · Hani · Hlai (Li) · Hui · Jingpo · Jino · Kazachen · Kirgiezen · Koreanen · Lahu · Lhoba · Lisu · Mantsjoes · Maonan · Miao (Hmong) · Mongolen · Monpa (Menba) · Mulam (Mulao) · Nanai (Hezhe) · Naxi · Nu · Oeigoeren · Oezbeken · Oroqen · Pumi · Qiang · Russen · Salar · She · Sui · Tadzjieken · Tataren · Tibetanen (Zang) · Tu · Tujia · Wa (Va) · Yao · Yi · Yugur · Xibe · Zhuang